# Phụ Công Thạch
Phụ Công Thạch (giản thể: 辅公祏; phồn thể: 輔公祏; bính âm: Fǔ Gōngshí, ? - 624) là một thủ lĩnh nổi dậy vào thời Tùy mạt Đường sơ. Ông từng là thuộc cấp của Đỗ Phục Uy trong một cuộc nổi dậy vào những năm cuối triều Tùy, sau đó theo Đỗ Phục Uy hàng phục triều Đường. Năm 623, Phụ Công Thạch đã nổi dậy chống triều Đường tại Đan Dương (丹楊, nay thuộc Nam Kinh, Giang Tô) và tự xưng là hoàng đế, lập ra nước Tống. Năm 624, Phụ Công Thạch chiến bại trước tướng Đường là Lý Hiếu Cung, sau đó bị bắt và bị xử tử.

## Nổi dậy ban đầu
Phụ Công Thạch là người Tề châu (齊州, nay gần tương ứng với Tế Nam, Sơn Đông). Ông thường trộm cừu của thúc phụ mình để trao cho bằng hữu thân thiết nhất là Đỗ Phục Uy, khiến cả hai bị quan phủ chú ý đến. Họ chạy trốn và trở thành các thủ lĩnh nổi dậy chống lại triều Tùy vào năm 613 hoặc trước đó. Đỗ Phục Uy sau đó trở thành một thủ lĩnh nổi dậy lớn mạnh, tự xưng là tổng quản, Phụ Công Thạch được trao chức trưởng sử. Năm 613, theo lệnh của Đỗ Phục Uy, Phụ Công Thạch đã đi thuyết phục một thủ lĩnh nổi dậy khác là Miên Hải Triều (苗海潮) chịu nằm dưới quyền lãnh đạo của Đỗ Phục Uy. Sau đó, Phụ Công Thạch cũng góp sức trong cuộc tập kích một đội quân nổi dậy khác của thủ lĩnh Triệu Phá Trần (趙破陳).

## Quy phục triều Đường
Sau khi Tùy Dạng Đế bị sát hại vào năm 618, thoạt đầu Đỗ Phục Uy định tranh giành quyền lực tối thượng tại vùng hạ du Trường Giang với một vài thủ lĩnh nổi dậy khác là Ngô Đế Lý Tử Thông, Lương Vương Thẩm Pháp Hưng và Trần Lăng (陳稜). Tuy nhiên, sau khi Đỗ Phục Uy bị Lý Tử Thông đánh bại, ông và Đỗ Phục Uy đã khiển sứ thần đến xin quy phục triều Đường. Đường Cao Tổ phong cho Phụ Công Thạch làm Hoài Nam đạo hành đài thượng thư tả bộc dạ, phong tước Thư quốc công, phụ trợ cho Đỗ Phục Uy (nay được triều Đường ban họ Lý của hoàng tộc).
Cũng trong năm đó, Lý Phục Uy phái Phụ Công Thạch suất quân đánh Lý Tử Thông, cho Vương Hùng Đản (王雄誕) làm hữu tướng quân và Khám Lăng (闞稜) làm tả tướng quân. Phụ Công Thạch nhanh chóng chiếm được Đan Dương, và thoạt đầu tiếp tục chiến thắng trước Lý Tử Thông. Tuy nhiên, sau một cuộc phản công của Lý Tử Thông, Phụ Công Thạch đã quyết định dừng việc giao chiến. Vương Hùng Đản chống lại lệnh của Phụ Công Thạch khi tự tiến hành phản kích, kết quả đã đánh bại Lý Tử Thông, Lý Tử Thông chạy trốn và chiếm lấy lãnh thổ của Thẩm Pháp Hưng, lãnh thổ cũ của Lý Tử Thông thì rơi vào tay của Lý Phục Uy.

## Nổi dậy chống Đường
Trong lúc này, giữa Lý Phục Uy và Phụ Công Thạch nảy sinh xung khắc. Trong nhiều năm, vì biết tình bằng hữu sâu đậm giữa hai người nên bính lính đã tôn Lý Phục Uy là "cha" và tôn Phụ Công Thạch là "chú". Tuy nhiên, Lý Phục Uy lại trở nên nghi ngại về sự tôn trọng mà binh lính dành cho Phụ Công Thạch, vì thế ông ta bắt đầu trao thêm nhiều quyền uy cho Vương Hùng Đản và Khám Lăng, cho họ thống lĩnh quân đội trên thực tế. Đến khi Phụ Công Thạch nhận ra rằng Lý Phục Uy nghi ngờ mình, ông trở nên bực tức, song giả bộ mất hứng thú với quân đội, thay vào đó quay sang cùng với một cố nhân là Tả Du Tiên (左遊仙) học giả kim thuật.
Năm 622, Lý Phục Uy lo sợ Đường Cao Tổ sẽ nghi ngờ về lòng trung thành của ông ta, vì thế đã quyết định đến kinh thành Trường An của Đường, đem Khám Lăng đi cùng. Trước khi đi, Lý Phục Uy trao lại quyền thống lĩnh quân lính cho Phụ Công Thạch, Vương Hùng Đản làm phó song nắm quyền trên thực tế, Lý Phục Uy bí mật nói với Vương Hùng Đản cần đề phòng Phụ Công Thạch làm biến. Khi Lý Phục Uy đến Trường An, được Đường Cao Tổ đối đãi tốt, song Đường Cao Tổ không cho Lý Phục Uy và Khám Lăng trở về Đan Dương.
Khi Lý Phục Uy rời khỏi Đan Dương, Tả Du Tiên đã thuyết phụ Phụ Công Thạch khởi binh. Tuy nhiên, do quyền lực thực tế nằm trong tay Vương Hùng Đản, Phụ Công Thạch đã lừa Vương rằng Lý Phục Uy ngờ vực về lòng trung thành của Vương. Vương Hùng Đản tức giận nên đã từ bỏ quyền thống lĩnh binh sĩ, Phụ Công Thạch nắm lấy quyền lực và cố thuyết phục Vương tham gia cùng mình. Vương Hùng Đản nhận ra rằng mình đã bị lừa, từ chối tham gia nên đã bị Phụ Công Thạch siết cổ chết. Vào mùa thu năm 623, Phụ Công Thạch tuyên bố rằng Lý Phục Uy đã bị Đường Cao Tổ giam giữ và lệnh cho ông nổi dậy. Sau đó, Phụ Công Thạch tự xưng là Tống Đế. Tương Thiện An (張善安) là một thủ lĩnh nổi dậy kiểm soát khu vực nay là bắc bộ Giang Tây và đông bộ Hồ Bắc, mặc dù trước đó đã quy phục triều Đường song nay Tương đã chuyển sang quy phục Phụ Công Thạch. Đường Cao Tổ phái các bộ tướng là Lý Hiếu Cung, Lý Tĩnh, Hoàng Quân Hán (黃君漢) và Lý Thế Tích suất quân đi đánh Phụ Công Thạch, quyền thống lĩnh giao cho Lý Hiếu Cung. Vào mùa đông năm 623, Trương Thiện An bị tướng Đường là Lý Đại Lượng (李大亮) bắt giữ, Phụ Công Thạch mất đi một cánh quân hỗ trợ.

## Chiến bại và qua đời
Trong vài tháng, quân Đường và quân Tống giao chiến ở vùng biên thùy, song đến khi đại quân của Lý Hiếu Cung và Lý Tĩnh tiến đến, Phụ Công Thạch đã phái các bộ tướng Phùng Huệ Lượng (馮慧亮) và Trần Đương Thế (陳當世) bố trí phòng thủ trên núi Bác Vọng (博望山, nay thuộc Mã An Sơn, An Huy). Phụ Công Thạch lệnh cho Phùng và Trần từ chối giao chiến để cho quân Đường mệt mỏi, song Lý Hiếu Cung đã cắt được nguồn tiếp tế lương thực của quân Tống, vì thế Phùng và Trần buộc phải từ bỏ kế hoạch và giao chiến. Hầu hết các thuộc hạ của Lý Hiếu Cung tin rằng Phùng và Trần có một đội quân hùng mạnh và không dễ mà đánh bại được, và do vậy Lý Hiếu Cung nên bỏ qua và thẳng tiến đến Đan Dương. Tuy nhiên, Lý Tĩnh phản đối, chỉ ra rằng nếu quân Đường không thể đánh bại quân của Phùng và Trần trước, họ sẽ không thể dễ dàng mà bao vây thành Đan Dương được phòng thủ kiên cố. Lý Hiếu Cung chấp thuận và giao chiến trực tiếp với quân của Phùng và Trần, quân Tống mất tinh thần khi thấy Khám Lăng chiến đấu bên phía quân Đường. Kết quả quân Đường thắng trận, còn Phùng và Trần chạy trốn về Đan Dương.
Lý Hiếu Cung và Lý Tĩnh tiến đến Đan Dương, Phục Công Thạch sợ hãi nên đã bỏ thành và chạy trốn về phía đông, hướng đến Cối Kê (會稽, nay thuộc Thiệu Hưng, Chiết Giang)- khi đó do Tả Du Tiên trấn thủ. Tuy nhiên, trên đường trốn chạy, quân lính của ông bắt đầu đào ngũ, và ông chỉ còn lại 500 lính khi tiến đến Thường châu (常州, nay gần tương ứng với Thường Châu, Giang Tô). Tại đây, một thuộc hạ của ông là Ngô Tao (吳騷) đã dự tính bắt ông và đầu hàng quân Đường. Khi Phụ Công Thạch phát hiện ra điều này, ông đã chạy trốn với chưa đầy 100 lính. Khi chạy đến Vũ Khang (武康, nay thuộc Hồ Châu, Chiết Giang), ông bị lính địa phương tấn công. Sau khi bằng hữu Tây Môn Quân Nghi (西門君儀) bị giết trong giao chiến, ông cũng bị bắt giữ. Khi Phụ Công Thạch bị giải đến Đan Dương, Lý Hiếu Cung quyết định xử tử ông. Trước khi chết, ông đã vu cáo Khám Lăng cũng liên quan đến mưu đồ của mình, Lý Hiếu Cung do đã có hiềm khích từ trước nên cũng xử tử Khám Lăng.